# Stazione di Montpellier-Saint-Roch
La stazione di Montpellier-Saint-Roch  è la principale stazione ferroviaria a servizio di Montpellier e della sua agglomerazione, situata nel dipartimento dell'Hérault, regione Occitania.
È servita da TGV e dal TER.
La sua apertura all'esercizio avvenne nel 1839.